# Nowhere Generation
Nowhere Generation (с англ. — «Поколение из ниоткуда») — девятый студийный альбом, американской панк-рок-группы Rise Against, выпущенный 4 июня 2021 года лейблом Loma Vista Recordings. Это первый альбом группы за четыре года, который является продолжением альбома Wolves 2017 года.
Для альбома было выпущено четыре сингла: «Broken Dreams, Inc», «Nowhere Generation», «The Numbers» и «Talking to Ourselves». Продюсерами альбома выступили Билл Стивенсон, Джейсон Ливермор, Эндрю Берлин и Крис Библ. Одноимённый сингл из альбома был выпущен 18 марта 2021 года, и в тот же день был анонсирован альбом.

## Предыстория и запись
После завершения гастрольного тура в поддержку альбома Wolves 2017 года и выхода их акустического альбома The Ghost Note Symphonies, Vol. 1 фронтмен Тим Макилрот в интервью Kerrang! в мае 2019 года рассказал, что группа пишет новую музыку, но будет использовать более расслабленный подход к процессу написания. «Да, мы пишем», — заявил Макилрот в интервью. — «Мы собираемся вместе и обсуждаем идеи, но я бы не стал ждать от нас многого. Единственное, что мы решили, — это то, что мы не хотим торопиться, мы выпустим альбом, когда он будет готов, а не для того, чтобы пытаться уложиться в какие-то сроки». Это было ещё раз подтверждено в интервью Danny Wimmer Presents в июле 2020 года, в котором Макилрот подтвердил (в связи с продолжающаяся пандемия COVID-19), что группа «никуда не денется», и далее поясняет: «у нас есть новая музыка, у нас есть всё — это не конец, это всего лишь новое начало». К концу сессий записи альбома Nowhere Generation группа группа записала шестнадцать песен, но пять из них в конечном итоге были использованы для EP Nowhere Generation II, вышедшего в 2022 году, чтобы в альбоме было не слишком много песен.
В Nowhere Generation группа снова работала с давними продюсерами Биллом Стивенсоном и Джейсоном Ливермором в студии Blasting Room. Басист Джо Принсипи называл Стивенсона их «не таким уж и секретным оружием», которое «помогло сформировать группу; он понимает, что мы хотим делать, и идёт с нами, когда мы мыслим нестандартно. Он идеальный продюсер для нашего стиля музыки, потому что у него безумное попсовое чутьё, а также хардкорная сторона». Помимо Стивенсона и Ливермора, над альбомом группа также работала с другими продюсерами Blasting Room — Эндрю Берлином и Крисом Библом.

## Концепция и темы
После анонса альбома в марте 2021 года группа в пресс-релизе описала темы и посыл пластинки, заявив, что «сегодня есть обещание американской мечты, а есть реальность американской мечты. „Историческая норма“ Америки, согласно которой следующее поколение будет жить лучше, чем предыдущее, была подорвана эпохой массовой социальной, экономической и политической нестабильности и распродажей среднего класса. Медный колокольчик, который обещали за упорный труд и преданность делу, больше не существует для всех. Когда привилегированные поднимаются по лестнице успеха, а затем сжигают её с вершины, единственным ответом становится разрушение».

## Выпуск и продвижение
23 февраля 2021 года группа начала публиковать загадочные видео в своих аккаунтах в социальных сетях, призывая аудиторию перейти на их сайт, который был обновлён в соответствии с новой эстетикой. Они продолжали публиковать посты до 18 марта 2021 года, когда объявили о выходе нового альбома 4 июня, а также одноимённого заглавного сингла и видеоклипа на него. Также было подтверждено, что «Broken Dreams, Inc» — трек, изначально выпущенный 16 сентября 2020 года в качестве саундтрека к фильму «Dark Nights: Death Metal», — также войдёт в альбом. Тим Макилрот рассказал о включении группы в саундтрек в интервью Wall of Sound, сравнив своё творчество с работой издателей и авторов комиксов. Альбом был поддержан ещё двумя синглами перед выходом: «The Numbers» и «Talking to Ourselves», которые были выпущены 6 мая 2021 года и 1 июня 2021 года соответственно.
Альбом и его физические издания оформлены в сотрудничестве с Брайаном Рёттингером, креативным директором, номинированным на премию «Грэмми».
Альбом Nowhere Generation вышел 4 июня 2021 года. В поддержку альбома группа отправилась в тур по США тем летом, а на разогреве у них выступали Descendents и The Menzingers. В 2022 году группа также отправилась в дополнительные туры с Billy Talent, The Used, Senses Fail, Pennywise и Stick to Your Guns.

## Коммерческий успех
Nowhere Generation стал первым альбомом Rise Against, который не попал в топ-10 Billboard 200 после Siren Song of the Counter Culture.

## Отзывы критиков
| Совокупная оценка | Совокупная оценка |
| Источник          | Оценка            |
| ----------------- | ----------------- |
| Metacritic        | 74/100            |
| Оценки критиков   |                   |
| Источник          | Оценка            |
| AllMusic          | [ 19 ]            |
| Kerrang!          | [ 20 ]            |
| Punktuationmag    | [ 21 ]            |

После выхода альбом Nowhere Generation получил в целом положительные отзывы. На Metacritic он получил 74 балла из 100 на основе 6 рецензий, 5 из которых были положительными.
Wall of Sound поставил альбому 9 баллов из 10, заявив, что группа «достигла своей цели — разозлить людей и заставить их осознать неравенство мира, в котором мы живём».
Пол Трэверс из Kerrang! поставил альбому 4 балла из 5, похвалив группу за постоянство и заявив: «Многим давним поклонникам многое покажется знакомым, но самое впечатляющее — это то, насколько страстными остаются Rise Against. Прошло двадцать лет, а их революционный огонь по-прежнему актуален и, к сожалению, необходим, как никогда».
Журнал Loudwire назвал его 42-м лучшим рок-метал-альбомом 2021 года.

## Список композиций[25][26]
Все тексты написаны Тимом Макилротом, вся музыка написана группой Rise Against.
| №                   | Название               | Длительность |
| ------------------- | ---------------------- | ------------ |
| 1.                  | «The Numbers»          | 4:59         |
| 2.                  | «Sudden Urge»          | 3:46         |
| 3.                  | «Nowhere Generation»   | 3:52         |
| 4.                  | «Talking to Ourselves» | 3:24         |
| 5.                  | «Broken Dreams, Inc»   | 3:53         |
| 6.                  | «Forfeit»              | 3:44         |
| 7.                  | «Monarch»              | 3:32         |
| 8.                  | «Sounds Like»          | 3:25         |
| 9.                  | «Sooner or Later»      | 3:34         |
| 10.                 | «Middle of a Dream»    | 3:44         |
| 11.                 | «Rules of Play»        | 3:43         |
| Общая длительность: | Общая длительность:    | 41:36        |

## Участники записи[27]
| Rise Against - Тим Макилрот — вокал, ритм-гитара - Зак Блэр — бэк-вокал, соло-гитара - Джо Принсипи — бэк-вокал, бас-гитара - Брэндон Барнс — барабаны Приглашённые музыканты - Чед Прайс — бэк-вокал - Крис Библ — Fender Rhodes, орган, бэк-вокал (трек «Nowhere Generation») - Эдриенн Эш, Эндрю Берлин, Габриэль Брейди, Шантель Флауэрс, Сэм Кантер, Алекса Ленорт, Джонатан Лугинбилл, Билл Стивенсон, Мэдлин Стивенсон, Майлз Стивенсон и Стейси Стивенсон — бэк-вокал (трек «Nowhere Generation») - Ти Джей Вессел — скрипка (трек «Forfeit») - Джон Пол Григсби — контрабас (трек «Forfeit») | Производственный персонал - Билл Стивенсон — продюсер, звукоинженер - Джейсон Ливермор — продюсер, звукоинженер, сведение - Эндрю Берлин — продюсер, звукоинженер - Крис Библ — продюсер, звукоинженер - Тед Дженсен — мастеринг Дополнительный персонал - Кристиан Гомес — A&R - Мэри Хоган — A&R - Брайан Роттингер — креативное направление - Райан Уолли — A&R - Том Уолли — A&R |

## Чарты
| Чарт (2021 г.)                                | Позиция в чарте |
| --------------------------------------------- | --------------- |
| Австралия (ARIA)                              | 4               |
| Австрия (Ö3 Austria)                          | 3               |
| Бельгия/Фландрия (Ultratop)                   | 36              |
| Бельгия/Валлония (Ultratop)                   | 184             |
| Канада (Canadian Albums Chart)                | 30              |
| Германия (Offizielle Top 100)                 | 2               |
| Шотландия (Scottish Albums Chart)             | 10              |
| Швейцария (Schweizer Hitparade)               | 4               |
| Великобритания (UK Albums Chart)              | 19              |
| Великобритания (UK Rock & Metal Albums Chart) | 2               |
| США (Billboard 200)                           | 39              |
| США (Billboard Top Alternative Albums)        | 4               |
| США (Billboard Top Hard Rock Albums)          | 2               |
| США (Billboard Top Rock Albums)               | 4               |